# Belonogaster ornata
Belonogaster ornata är en getingart som beskrevs av Henri Saussure 1900. Belonogaster ornata ingår i släktet Belonogaster och familjen getingar. Inga underarter finns listade.